# Marek Jóźwiak (przyrodnik)
Marek Jóźwiak (ur. 11 września 1953 w Kielcach) – polski przyrodnik, specjalista w zakresie kształtowania środowiska, profesor nauk o Ziemi, profesor zwyczajny Uniwersytetu Jana Kochanowskiego w Kielcach, w latach 2015–2016 prezes Kieleckiego Towarzystwa Naukowego.

## Życiorys
W 1977 ukończył studia w Wyższej Szkole Pedagogicznej w Kielcach. Stopień naukowy doktora nauk rolniczych w zakresie agronomii uzyskał w 1991 w Instytucie Uprawy, Nawożenia i Gleboznawstwa w Puławach na podstawie rozprawy pt. Ocena intensywności degradowania gleb przez procesy erozji wodnej powierzchniowej w zlewni Lubrzanki. Stopień naukowy doktora habilitowanego nauk rolniczych w zakresie kształtowania środowiska uzyskał tamże w 2000 w oparciu o pracę Ocena erozji eolicznej w Górach Świętokrzyskich na przykładzie wybranych zlewni użytkowanych rolniczo. Tytuł profesora nauk o Ziemi otrzymał 4 sierpnia 2011.
W latach 1983–1997 był pracownikiem Instytutu Ochrony Przyrody PAN, kierując od 1993 do 1997 należącą do niego Świętokrzyską Stacją Terenową w Kielcach. W 1992 został zatrudniony w Wyższej Szkole Pedagogicznej w Kielcach, przekształconej kolejno w Akademię Świętokrzyską i Uniwersytet Jana Kochanowskiego, na którym uzyskał stanowisko profesora zwyczajnego. W 2001 został kierownikiem Zakładu Ochrony i Kształtowania Środowiska w Instytucie Geografii, zaś w 2006 objął kierownictwo Samodzielnego Zakładu Ochrony i Kształtowania Środowiska, przekształconego następnie w katedrę. Został też kierownikiem stacji monitoringu kieleckiej uczelni (1996), natomiast na Wydziale Matematyczno-Przyrodniczym współorganizował kierunek studiów pn. „ochrona środowiska” (2004–2005).
W 1985 został członkiem Kieleckiego Towarzystwa Naukowego. Pełnił w nim funkcje: sekretarza komisji rewizyjnej, członka zarządu, sekretarza naukowego, w latach 2010–2015 wiceprezesa i w latach 2015–2016 prezesa. W latach 1996–2003 był sekretarzem Sekcji Świętokrzyskiej Komitetu Zagospodarowania Ziem Górskich PAN. Został także członkiem Polskiego Towarzystwa Geograficznego (w 2003 przystąpił do Klubu Polarnego PTG), Polskiego Towarzystwa Nauk Agrotechnicznych (1999–2015) i Stowarzyszenia Geomorfologów Polskich. W latach 2010–2015 był przewodniczącym rady naukowej Świętokrzyskiego Parku Narodowego.
Specjalizuje się w geoekologii, monitoringu środowiska przyrodniczego i ochronie gleb. Opracował m.in. oceny stanu geoekosystemu centralnej części Gór Świętokrzyskich. W 1996 zapoczątkował badania monitoringowe mikroklimatu jaskini Raj. W latach 2003–2005 pracownicy i studenci Akademii Świętokrzyskiej wykonali pod jego kierownictwem szczegółową inwentaryzację szaty naciekowej tej jaskini. Opublikował ok. 165 prac, wypromował dwóch doktorów. Został redaktorem naczelnym czasopisma „Monitoring Środowiska Przyrodniczego”.
Odznaczony Medalem XX-lecia Inspekcji Ochrony Środowiska (2001) i Medalem Komisji Edukacji Narodowej (2004).